# Corallineae
Corallineae, tribus morskih algi iz porodice Corallinaceae, di oje potporodice Corallinoideae. Postoje čwtiri priznata roda s tridesetak vrsta

## Rodovi
1. Corallina Linnaeus
2. Ellisolandia K.R.Hind & G.W.Saunders
3. Johansenia K.R.Hind & G.W.Saunders
4. Plectoderma Reinsch